# Hildegarde Vermeire
Hildegarde Vermeire (Gand, 1º marzo 1947) è un'ex cestista belga.

## Carriera
Con il Belgio ha disputato due edizioni dei Campionati europei (1968, 1970).